# Dawat-e-Islami
Dawat-e-Islami est une organisation islamique, dont le siège est au Pakistan. Elle dirige plusieurs institutions d'enseignement islamique dans le monde. Elle mène des opérations caritatives locales, propose de l'enseignement à distance en études islamiques et possède une chaîne de télévision nommée Madani. Elle est associée à la mouvance barelvi de l'islam. Dawat-e-Islami est officiellement fondée à Karachi en septembre 1981 par des savants musulmans, qui ont choisi Ilyas Qadri comme principal dirigeant,.

## Expansion

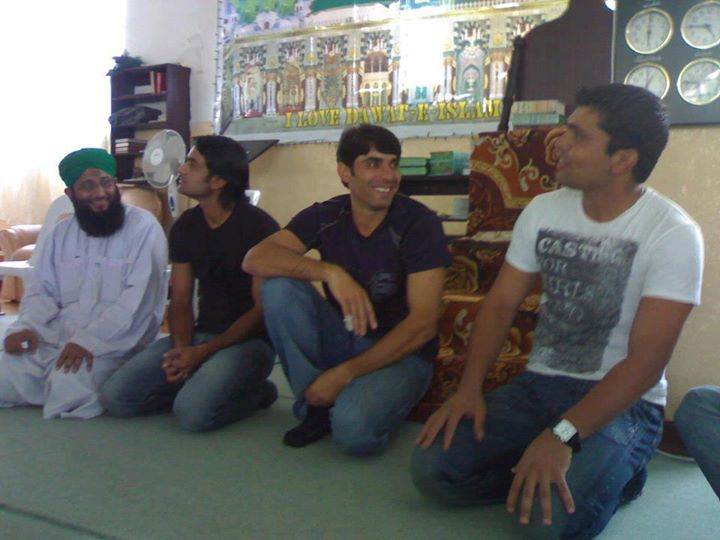
Les joueurs de cricket Muhammad Hafeez, Misbah-ul-Haq et Kamran Akmal, avec un membre de Dawat-e-Islami.

Dawat-e-Islami a essaimé au Royaume-Uni, où elle a tenu vers 1995 sa première ijtima (rassemblement hebdomadaire) à Halifax. En décembre 2019, elle possédait au moins 38 propriétés au Royaume-Uni qui forment un réseau de mosquées, de centres islamiques, d'écoles et de centres de formation (jamia), en vue de former de futurs cadres pour la société. Certains bâtiments sont achevés et d'autres sont en travaux. Plus de 100 000 musulmans britanniques sont associés d'une manière ou d'une autre à Dawat-e-Islami au Royaume-Uni.
Dawat-e-Islami gère douze centres en Grèce et sept en Espagne.
Au Bangladesh, le réseau d'universités islamiques Jamia-tul-Madina dirigé par Dawat-e-Islami a fourni des cadres envoyés au Royaume-Uni.

## Critiques
Alors que le mouvement condamne officiellement la violence et a été décrit comme « trop libéral » par les talibans, certains de ses disciples ont commis des homicides motivés par des actes que des disciples de Dawat-e-Islami ont considéré comme du « blasphème ». Par exemple, le gouverneur du Pendjab, Salman Taseer, fut assassiné par un de ses gardes du corps, un disciple de Dawat-e-Islami, qui a déclaré que sa motivation était le soutien du gouverneur à une modification de la loi sur le blasphème. Cependant, il a ultérieurement nié que l'assassinat ait été influencé par l'organisation,.